# Liste der Monuments historiques in Saint-Sulpice-de-Faleyrens
Die Liste der Monuments historiques in Saint-Sulpice-de-Faleyrens führt die Monuments historiques in der französischen Gemeinde Saint-Sulpice-de-Faleyrens auf.

## Liste der Bauwerke
| Bezeichnung           | Beschreibung | Standort | Kennzeichnung | Schutzstatus | Datum | Bild           |
| --------------------- | ------------ | -------- | ------------- | ------------ | ----- | -------------- |
| Schloss Lescours      |              | (Lage)   | PA33000197    | Inscrit      | 2015  | weitere Bilder |
| Kirche St-Sulpice     |              | (Lage)   | PA00083807    | Inscrit      | 2008  | weitere Bilder |
| Menhir von Peyrefitte |              | (Lage)   | PA00083808    | Classé       | 1889  | weitere Bilder |

## Liste der Objekte
| Bezeichnung       | Beschreibung                                            | Standort                        | Kennzeichnung | Schutzstatus | Datum | Bild |
| ----------------- | ------------------------------------------------------- | ------------------------------- | ------------- | ------------ | ----- | ---- |
| Gedenktafel       | Stein, 11./12. Jahrhundert                              | in der Kirche St-Sulpice (Lage) | PM33000771    | Classé       | 1912  |      |
| Altar und Retabel | Holz, bemalt und vergoldet, Anfang des 19. Jahrhunderts | in der Kirche St-Sulpice (Lage) | PM33000772    | Classé       | 1988  |      |